# Кастелнуово Нигра
Кастелнуо̀во Нѝгра (на италиански: Castelnuovo Nigra; на пиемонтски: Castelneuv Nigra, Кастелнеув Нигра) е община и село в Метрополен град Торино, регион Пиемонт, Северна Италия. Административен център на общината е село Сале Кастелнуово (Sale Castelnuovo), което е разположено на 162 m надморска височина. Към 1 януари 2023 г. населението на общината е 407 души, от които 29 са чужди граждани.
То е рождено място на известния италиански дипломат, писател, преводач и фолклорист Костантино Нигра.

## География, aдминистративно деление и население
Намира се на 828 m надморска височина в последните издатъци на Предалпите към планините Верцел, Куиндзейна и Пал, в долината Вале Сакра (Свещена долина). Благодарение на разположението си по хълмовете, заобикалящи равнината на Канавезе, и на благоприятния си климат местността е приятно място за лятна почивка и за екскурзии.
Общината е формирана от обединението на две села: Вила Кастелнуово и по-голямото Сале Кастелнуово, където се намира кметството и от което произлиза името на жителите ѝ (салези). Първото се намира в подножието на обруления Монте Калво, а второто – по билото над потока Пиова (ляв приток на потока Орко). Територията, включително специалната зона Верцел (необитаема планина), има неправилен геометричен профил и е със силно подчертани височинни вариации: достига се до 2551 м надм. височина.
Селото граничи със следните 10 общини: Чинтано, Колерето Кастелнуово, Борджало, Вистрорио и Руельо, Кастеламонте, Фрасинето, разпръсната община Вал ди Ши, Траверсела и разпръсната община Валкиуза. Намира се на 40,2 км от Торино и на 116 км от Милано.
Има следните подселища (на итал. frazionɪ): Кадемониале, Карето Супериоре, Карето Инфериоре, Алпета, Чиколелио, Морис, Понтиля, Кантело, Филипи, Труко, Вай, Косте и Фореста.
Заедно с Борджало, Кастеламонте, Киезануова, Чинтано и Колерето Кастелнуово е част от Планинския съюз „Вале Сакра“ (Unione montana Valle Sacra).
Към 1 януари 2023 г. населението на общината е 407 души, от които 29 са чужди граждани, сред които преобладават тези на Румъния – 25 души. Български граждани липсват.

## Топоним
Топонимът има ясно значение: в древни времена това е Сале Кастелнуово, което по-късно става Кастелнуово Нигра като признание за заслугите на своя прочут гражданин Костантино Нигра. Формата Castellum Novum, засвидетелствана през 1198 г., се редува с по-класическата Castrum Novum от 1205 г.

## История
Първата документирана историческа информация датира от средновековния период, когато то е собственост на благородниците графове Сан Мартино. През XIV век местното население, потискано от злоупотреби, несправедливости и данъци, участва в бунта на Тукини-те (на итал. Tuchinaggio), за да се освободи от потисничеството на феодалите.
По време на Войната за испанското наследство е нападнато от френската и испанската армия.
По времето на Втората световна война е седалище на много партизански групи.

## Забележителности

### Градска архитектура

#### Замък на Сан Мартино
През 1120 г. Гулиелмо I ди Сан Мартино придобива титлата граф на Сан Мартино и Кастелнуово. Наследен е от сина си Гуала, който през 1202 г. купува правото на десятък върху Кастелнуово. От малкото известни елементи може да се каже, че замъкът датира от около този период. Построен е в района, където вече съществуват останки от древно укрепление или сигнална кула. Следи от тях все още могат да бъдат намерени върху основите и поради тази причина новата сграда получава благоприятното име Кастелнуово (Нов замък). Замъкът участва в бунта на Тукини-те между 1386 и 1391 г., но няма точни данни.
В средата на XVI век, по време на дългите френско-испански войни на Франсоа I и Карл V, замъкът е освободен от испанците, но е обсаден от френските войски, които го окупират. Само след 15 дни обаче той е върнат отново на испанците, които успяват да го задържат. Тези военни действия сериозно повреждат структурата на основната сграда и принуждават собственика граф Помпео I през 1611 г. да купи сграда в близкия Кастеламонте и да се премести там със семейството си. От този момент следите от замъка се губят в историята. Той е поверен на земеделците и на Контадото Божие, които продължават да го обитават и да обработват земите около него. Сигурно е, че дори в началото на XX век част от него все още е обитаема, макар и в условия на голям дискомфорт.
През 1980 г. случайно е открит т. нар. Цикъл „Проди“ на Вила Кастелнуово (Ciclo dei Prodi di Villa Castelnuovo) поради падането на покриваща го по-късна мазилка. Става въпрос за стенопис от втората четвърт на XV век, намиращ се из руините на някогашната представителната зала на замъка. Поради влошените условия на сградата през 2004 – 2005 г. картините, съставляващи цикъла, са отделени, транспортирани върху панел, реставрирани и изложени в Археологическия музей на Канавезе в Куорне. Към 2020 г. замъкът е изоставен и докаран до разруха.

#### Декоративни сцени на Рождество Христово
Инициативата е популяризирана от общината и от Планинската общност „Вале Сакра“ в сътрудничество с Асоциацията на художниците на керамика от Кастеламонте. Идеята е да се украси селото с поредица от керамични творби, вдъхновени от темата „Кастелнуово Нигра, град на Рождественските сцени“. Първата рождественска сцена е инсталирана за Коледа 1998 г. Повече от 100 художествени творения, вкл. декоративни пана, скулптури, плочки от италиански и чуждестранни художници са изложени по стените на къщите по историческата улица на селото.
Тази инициатива води началото си от древна традиция, която касае и името на самата Свещена долина, благодарение на която долината е била мястото на древни народни и религиозни представления. През 19 век те са обект на етнографски изследвания на Костантино Нигра.

#### Вила на Константино Нигра
Намира се във Вила Кастелнуово. През 1920-те g. бащата на Константино Нигра – Лудовико Нигра купува земя на хълма на Вила Кастелнуово заедно с част от древния средновековен замък. Той не се харесва на властите от онова време, участва в бунтовете през 1821 г. и затова търси изолирано място, където да живее спокойно със съпругата си Анна Катерина Ревело. Семейството живее години наред в частта на замъка, която все още е обитаема, и строи малка къща на мястото, където днес е вилата. Към 2014 г. има малко руини от замъка, а мазето на вилата, поне отчасти, е част от комплекса на подземията на замъка: подземията все още са под вилата и според различни истории, примесени с легенди, са в продължение на километри. С типичния за времето аромат на Либерти, вилата се намира на изолирано място, едва забележимо от пътя, и е напълно запусната.
Константино обича много това място, прекара там спокойните и щастливи години от детството си. Не е странно, че той изпитва носталгия по родното си мястото и след 1885 г. кара да построят красива вила точно до до родното му място. Името на архитекта е загубено след тежък пожар, който унищожава стотици документи в общинския архив. Решенията му са доста революционни за времето, прекрасно обединявайки сградата с модерни и класически тонове със старите руини на замъка. От писмата се оказва, че част от старите стени на замъка все още принадлежат на потомците на графовете Сан Мартино (древните господари на замъка), които не са искат да продадат малкото, което е останало. Въпреки проблемите строителството продължава бързо и без големи затруднения: част от вилата се издига над дворовете на замъка и на практика е сигурно, че основите на вилата са древните стени на имението. Константино никога няма възможността да прекарва дълги периоди в дома си, ангажиментите му го държат постоянно в чужбина, а надеждата му да остарее и умре в любимите стени на вилата не се сбъдват.
Във вилата е останало малко. Говори се, че тя е била много богата на ориенталски декорации, скъпоценни мебели и картини. Два предмета са били особено важни: красивото бюро от махагон, принадлежало на Наполеон I, и бюстът на Виктор Емануил II (въпреки че Константино никога не е имал добри отношения със суверена), изгубени днес. Вандалите и времето допринасят за разрухата, мраморът на стълбите, подовете и дори осветителните тела за банята са откраднати. Спасена е само малка част от мебелите благодарение на намесата на Музея на Италианското възраждане в Торино, включително скъпоценни документи, реликви и мраморната ръка на императрицата. Други предмети са продадени на трети страни и сега се съхраняват в различни частни структури и замъци в Италия.

### Религиозна архитектура
- Енорийска църква „Св. Мария Възкресна и Св. мъченик Себастиан“: в Сале, от 1681 г.; в нея има ценен инкрустиран дървен амвон
- Църква на Мадоната на стражата
- Светилище на Посещението

### Природни местности
Брик Филия (Bric Filia) на 760 м надм. височина е последният хълм с изглед към равнината на Канавезе в края на билото, който се спуска към югоизток от Пунта Верцел (2406 м), образувайки лявата страна на Свещената долина. Гората парк на Брик Филия има натуралистична образователна пътека, която може да се използва и от незрящи посетители. Районът е оборудван с маси за пикник.
Паласот (Palasot) е равнинният връх на хълм с малко над 1000 м, разположен над селото. Районът е оборудван с маси за пикник.
Пиан деле Нере (Pian delle Nere) е голяма равнина площ по склоновете на Пунта Верцел с красива гледка към Канавезе и Мореновия релеф „Ла Сера ди Ивреа“. Районът е оборудван с маси за пикник.

## Събития
- Патронен празник на Св. Себастиан – 20 януари

## Образование
В селото няма училища и детски градини. Детските градини са в Колерето Кастелнуово, Балдисеро Канавезе и Руельо,  началните училища (от 1-ви до 5-и клас вкл.) са в Колерето Кастелнуово и Вистрорио, средните училища от първа степен (от 6-и до 8-и клас вкл.) и тези от втора степен (от 9-и до 11-и или 12 клас вкл.) са в Кастеламонте и Куорне.

## Култура

### Музеи и библиотеки
- Общинска библиотека
- Музей на открито на Керамичните Исусови ясли (MAP)

### Религиозни центрове
- Католическа енорийска църква на Възнесение Богородично и Св. мъченик Себастиан (Chiesa parrocchiale di Santa Maria Assunta e San Sebastiano Martire)
- Католическа църква на Възнесение Богородично (Chiesa di Santa Maria Assunta)
- Католически параклис на Мадоната на стражата (Cappella della Madonna della Guardia)
- Католическо светилище на Посещението (Santuario della Visitazione)
- Католически параклис на Св. Рох (Cappella di San Rocco)
- Католически параклис на Св. Виктор (Cappella di San Vittore)
- Католически паркалис на Св. Катерина (Cappella di Santa Caterina) – местност Косте

## Спорт
В селото има редица туристически и развлекателни дейности, които могат да предложат на туристите и посетителите възможности за забавление и отдих. Общината разполага с някои спортни съоръжения: футболно игрище, поле за петанк, тенис-минифутбол, детска площадка; част от територията може да се изходи пеша или с планински велосипед по поредица от насочени и оборудвани маршрути.

## Транспорт
- Магистрала A5 Торино – Аоста, изход Ивреа, на 21 km
- Първостепенен междуградски път SS 460 на Черезоле, на 21 km
- Жп гара на линията Сетимо Торинезе-Понт Канавезе, в Куорне, на 11 km
- Международни и междуконтинентални полети – летище Милано Малпенса, на 117 km; Международни и вътрешни полети – летище Торино Казеле, на 34 km
- Пристанище Генуа – на 198 km
- Междуградски автобусни линии: GTT 150 Кастелнуово Нигра – Киезануова – Куорне, 318 Кастелнуово Нигра – Кастеламонте

## Известни личности
- Костантино Нигра (1828 – 1907) – основен сътрудник на Камило Бенсо (граф Кавур), посланик в големите европейски столици и дипломат-съ-архитект на новото Кралство Италия, начетен изследовател на народните традиции (изследването му „Пиемонтски народни песни“ е безспорен шедьовър).
- Абат Джан Бернардо де Роси (1742 – 1831) – един от големите изследователи на ориенталските езици, особено на иврит, с чиито трудове се консултират големите изследователи на семитстките езици. Древна колекция от редки кодекси и ръкописи, притежавани от него, се съхраняват в Деросианската зала на Палатинската библиотека в Парма.[4]